# Sainte-Marie-au-Bosc
Sainte-Marie-au-Bosc es una población y comuna francesa en la región de Alta Normandía, departamento de Sena Marítimo, en el distrito de Le Havre y cantón de Criquetot-l'Esneval.

## Demografía
| 146 | 129 | 138 | 156 | 173 | 213 |
| Para los censos de 1962 a 1999 la población legal corresponde a la población sin duplicidades (Fuente: INSEE [Consultar]) |     |     |     |     |     |